# Živorad Nedeljković
Œuvres principales
- Tačni stihovi (2001)
- Ovaj svet (2009)
- Talas (2012)

Compléments
- Ancien étudiant de l'université de Kragujevac

Živorad Radoslav Nedeljković (en serbe cyrillique : Живорад Недељковић ; né le 5 décembre 1959 à Kraljevo) est un poète et un éditeur serbe et yougoslave. Il a remporté plusieurs prix récompensant son œuvre poétique.

## Biographie
Né à Kraljevo, Živorad Nedeljković fréquente le lycée de Vrnjačka Banja puis étudie le droit à l'université de Kragujevac. Depuis 2002, il est rédacteur en chef de la section éditoriale de la Bibliothèque nationale Stefan Prvovenčani de Kraljevo. Il est membre de la Société littéraire serbe (Srpsko književno društvo) depuis sa création et membre de son comité directeur

## Œuvres
- Pogrešna prognoza, 1991.
- Majka, 1994.
- Tutin i još pedeset pesama, 1998.
- Jezik uveliko, 2000.
- Tačni stihovi (Vers exacts), 2001.
- Sušti poslovi, 2002.
- Negde blizu, 2003.
- Drugi neko, 2005.
- Ovaj svet (Ce monde), Arhipelag, 2009  (ISBN 978-8686933478).
- Neumereni rad godina (Le Travail insouciant des années), Bibliothèque municipale Vladislav Petković Dis, 2011  (ISBN 978-8683375585).
- Talas (La Vague), Arhipelag, 2012  (ISBN 978-8652300594).
- Ulazak (Entrée), Arhipelag, 2014  (ISBN 978-8652301140).

## Récompenses
- Prix Zmaj, 2001.
- Prix Branko Miljković, 2001[2].
- Prix Đura Jakšić.
- Prix Meša Selimović, 2009[3],[4].
- Prix Jefimijin vez, 2009[5].
- Prix Dis, 2011[6].
- Prix Vasko Popa, 2013[7].
- Prix Rade Drainac, 2015[8].